# Miechów (województwo dolnośląskie)
Miechów (niem. Mechau) – wieś w Polsce położona w województwie dolnośląskim, w powiecie górowskim, w gminie Niechlów.

## Podział administracyjny
W latach 1975–1998 miejscowość administracyjnie należała do województwa leszczyńskiego.

## Zasoby naturalne i kopaliny
W Miechowie znajduje się ujęcie wody, zasilające dużą część powiatu górowskiego w wodę pitną. Również w tych okolicach odkryto niewielkie ilości węglą kamiennego. 

## Zabytki
Do wojewódzkiego rejestru zabytków wpisany jest obiekt:
- zespół dworski, z drugiej połowy XIX w.:
  - dwór
  - park
  - folwark

W cmentarzu w Miechowie 18 lutego 2018 r. odsłonięta została tablica upamiętniająca mieszkańców nieistniejącej już dziś wsi Ludwikówka k. Bursztyna (d. województwo stanisławowskie) i innych miejscowości na Kresach Wschodnich, pomordowanych przez UPA w latach 1939 - 1947.